# 粪便检查
粪便检查（stool test）也称粪便检验、粪检，是一种医学诊断技术，涉及收集和分析粪便。对粪便样本进行的测试包括微生物分析（培养）、显微镜检查、化学测试、免疫检测等。

## 收集
收集粪便样本后应尽快将其送至实验室，且在实验室收到之前不应冷藏。

## 视觉检查
办公室或床边的患者或医护人员能够进行一些重要的观察。
- 颜色
- 纹理以及形成的一致性
- 基于布里斯托大便分类法的粪便类型分类（肠易激综合征的诊断三联征）

## 癌症筛查
粪便潜血试验和粪便免疫化学测试是最常见的粪便试验，用于诊断许多由消化道出血引起的疾病，包括结直肠癌和胃癌。癌症，以及较小程度上的癌前病变，会将异常细胞排入粪便中。因排便而溃烂或摩擦的癌症和癌前病变（息肉）也可能将血液带入粪便中，这可通过血红蛋白测定来识别。
美国癌症协会和美国预防服务工作组建议每年通过粪便免疫化学测试进行结直肠癌筛查，或从45岁开始每三年进行一次多目标粪便DNA测试。其他选择包括每五年一次乙状结肠镜检查或虚拟结肠镜检查（CT结肠造影）或每十年一次结肠镜检查。大便潜血试验假阳性率高，且饮食和药物有限制，不再推荐。国家质量保证委员会（NCQA）发布了2017年医疗保健有效性数据和信息集（HEDIS），而该指南仍然适用于50岁或以上的患者。
2014年8月，FDA批准了一项多目标粪便DNA检测，作为对50岁或以上无症状、平均风险的成年人的筛查检测。2017年的一项研究发现，与结肠镜检查或粪便潜血检测相比，这种检测的成本效益较低。与不进行筛查相比，为期三年的多目标粪便DNA检测预估每质量调整生命年（QALY）的成本为11,313美元。

## 微生物学测试
蛔虫病、钩虫病、类圆线虫病和鞭虫病等寄生虫病可以通过在显微镜下检查粪便中是否存在蠕虫幼虫或虫卵来诊断。一些细菌性疾病可以通过粪便培养来检测。微生物学测试还可以识别来自艰难梭菌（Clostridioides difficile）等细菌的毒素。粪便中也可发现轮状病毒等病毒。

## 化学测试
粪便pH值测试可用于确定乳糖不耐症或感染的存在。可以使用粪便脂肪测试来诊断脂肪泻，该测试是用来检查脂肪吸收是否不良。
粪便弹性蛋白酶水平正成为胰腺炎诊断的主要依据。